# Самари-Оріхові
Самари-Оріхові — село в Україні, у  Ковельському районі Волинської області. Населення становить 1082 осіб.
Колишній центр Самари-Оріхівської сільради. З 9 жовтня 2016 року входить до складу Самарівської сільської громади.

## Історія
- 22 грудня 1986 року була створена Самари-Оріхівська сільська рада.
- З 9 жовтня 2016 року входить до складу Самарівської сільської громади.

## Населення
Згідно з переписом УРСР 1989 року чисельність наявного населення села становила 933 особи, з яких 458 чоловіків та 475 жінок.
За переписом населення України 2001 року в селі мешкала 1071 особа.

### Мова
Розподіл населення за рідною мовою за даними перепису 2001 року:
| Мова       | Відсоток |
| ---------- | -------- |
| українська | 99,72 %  |
| білоруська | 0,18 %   |
| російська  | 0,09 %   |